# توماس بيل (سياسي)
توماس بيل هو سياسي كندي، ولد في 22 نوفمبر 1863 في سانت جون في كندا، وتوفي في 8 ديسمبر 1945. حزبياً، نشط في حزب كندا المحافظ. وقد انتخب عضو مجلس العموم الكندي.